# Мать Лондон
«Мать Лондон» — роман Майкла Муркока. Опубликованный в 1988 году, он вошёл в шорт-лист премии Уитбреда. Хотя сам Лондон, возможно, является центральным персонажем, фильм рассказывает о трёх пациентах психиатрической больницы — артисте мюзик-холла (Йозеф Кисс), писателе-затворнике (Дэвид Маммери) и женщине, только что очнувшейся от долгой комы (Мэри Гасали), — которые переживают историю города от Большого блица до конца восьмидесятых годов через хаотичный опыт и сенсорные иллюзии. Роман представляет собой нехронологическую компиляцию эпизодов, отрывков и второстепенных моментов, а не единое связное повествование. В статье в The Guardian фильм был назван «великим, гуманным документом».
Майкл Муркок был редактором журнала New Worlds и получил многочисленные признания критиков и внимание СМИ.